# Великолепная семёрка (телесериал)
«Великолепная семёрка» (англ. The Magnificent Seven) — американский телесериал в жанре вестерна.

## История
Сериал основан на фильме 1960 года, который сам был ремейком японского фильма 1954 года «Семь самураев». Сериал был разработан Пеном Деншемом и Джоном Уотсоном, а его премьера состоялась 3 января 1998 года на канале CBS и продлилась два сезона до 3 июля 2000 года. В состав «Великолепной семёрки» входили Майкл Бин, Эрик Клоуз и Рон Перлман. Роберт Вон, сыгравший одного из семи боевиков в фильме 1960 года, неоднократно играл в сериале роль судьи.

## Сюжет
Семь мужчин с запада США объединились и сформировали отряд, который защищает от беззакония Дикого Запада. Отряд состоит из печально известного ганфайтера, бывшего охотника за головами, красноречивого афериста, искателя приключений с Востока, ловеласа, освобождённого раба, ставшего целителем, и бывшего проповедника, ищущего покаяния. Первоначально они объединились, чтобы защитить пыльную деревню семинолов от бывших солдат-ренегатов КША, а затем взялись защитить подающий надежды город. По мере развития сюжета, каждый персонаж получает пулю по крайней мере один раз, с разной степенью жестокости, а пятеро — Крис, Эзра, Бак, Джозия и Вин — попадают в тюрьму.